# The Transporter Legacy
The Transporter: Refueled (Transporter Legacy en España, El Transportador: Recargado en Latinoamérica y Le Transporteur: Héritage en francés) es una película francesa de acción que se estrenó el 8 de octubre de 2015. Es la cuarta de la saga de Transporter, y la primera que no fue distribuida por 20th Century Fox en Estados Unidos. Ed Skrein representa el papel de Frank Martin Jr. La película se plantea como un reinicio de la saga.

## Argumento
En los bajos fondos de Francia, Frank Martin Jr. (Ed Skrein) es conocido como «Transporter», el mejor conductor y mercenario que se puede comprar con dinero. Frank se rige por tres simples reglas: sin nombres, sin preguntas y sin renegociaciones. Transporta cualquier cosa por el precio adecuado. Hasta que conoce a la misteriosa mujer fatal llamada Anna (Loan Chabanol), que lidera un grupo de mortíferos asaltantes y que no se detendrá ante nada con tal de acabar con una despiadada banda rusa de traficantes humanos. Anna sabe que Frank es el mejor en su trabajo y, para asegurarse su colaboración, mantiene rehén a su padre (Ray Stevenson). Ahora, padre e hijo se verán obligados a trabajar con Anna y sus amigas aliadas para llevar a esta peligrosa banda ante la justicia.

## Reparto
- Ed Skrein como Frank Martín Jr.
- Loan Chabanol como Anna.
- Lenn Kudrjawizki como Leo Imasov.
- Radivoje Bukvic como Karasov.

## Producción
En esta cuarta entrega se confirmó que Jason Statham no estaría como protagonista por lo que su sustituto fue Ed Skrein, quien se encarga del reinicio de la saga. El rodaje de la película arrancó por la mitad del año 2014.